# Renew Europe
Renew Europe (englisch für „Europa erneuern“, kurz renew) ist der Name einer Fraktion des Europäischen Parlaments. Sie vereint liberale und zentristische Parteien, insbesondere die Mitglieder der europäischen Parteien Allianz der Liberalen und Demokraten für Europa (ALDE) und Europäische Demokratische Partei (EDP), sowie Abgeordnete ohne Europäische Partei wie die der Renaissance, der Partei des französischen Präsidenten Emmanuel Macron.
Die Fraktion wurde 2019 als Nachfolger der Fraktion Allianz der Liberalen und Demokraten für Europa (ALDE) gegründet, zu deren Vorgängerinnen wiederum die 1953 gegründete Liberale und Demokratische Fraktion zählt. Renew hatte 2019 bei Gründung 108 Mitglieder aus 22 Ländern, kurz vor der Europawahl 2024 hatte sie 75 Mitglieder aus 24 Ländern. Damit war sie in dieser Wahlperiode drittgrößte Fraktion. Nach der Europawahl 2024 hat sie noch 77 Mitglieder, ist damit aber nur noch fünftgrößte Fraktion.
Aus dem deutschsprachigen Raum sind die beiden deutschen Parteien FDP und Freie Wähler mit fünf bzw. drei Abgeordneten, die luxemburgische Demokratesch Partei mit zwei und NEOS – Das Neue Österreich und Liberales Forum mit zwei Abgeordneten in der Fraktion vertreten.

## Gründung
Am 9. November 2018 vereinbarten die ALDE-Partei und die Partei La République en Marche ein Wahlbündnis zur Europawahl 2019. Ursprünglich hatte Macron die Gründung einer eigenen Fraktion angestrebt und – neben den Liberalen – Kontakte zu konservativen, sozialdemokratischen und grünen Parteien in ganz Europa aufgenommen.
Im Mai 2019 kündigte der Vorsitzende der ALDE-Fraktion der Guy Verhofstadt in einer Debatte im Vorfeld der Europawahl 2019 an, dass die ALDE-Fraktion nach der Wahl beabsichtige, sich aufzulösen und ein neues Bündnis mit dem Wahlbündnis Renaissance einzugehen. Dem schloss sich auch die Allianz aus USR und PLUS an, so dass die Gruppe vorübergehend als ALDE plus Renaissance plus USR Plus bekannt war. Der endgültige Name – renew Europe – wurde am 12. Juni 2019 bekannt gegeben. Zur Wahl standen unter anderem auch „inspire“ und „inspire europe“. Ziel des neuen Namens soll vor allem gewesen sein, das im französischen Kontext negativ konnotierte Wort „liberal“ zu vermeiden.

## Vorstand

### 10. Wahlperiode
Fraktionsvorsitzende: Valérie Hayer (Renaissance, Frankreich)
Erster stellvertretender Vorsitzender: Billy Kelleher (Fianna Fáil, Irland)
Weitere Stellvertreter:
- Gerben-Jan Gerbrandy (D66, Niederlande)
- João Cotrim de Figueiredo (Iniciativa Liberal, Portugal)
- Irena Joveva (Gibanje Svoboda, Slowenien)
- Ivars Ijabs (Latvijas attīstībai, Lettland)
- Morten Løkkegaard (Venstre, Dänemark)
- Dan Barna (USR, Rumänien)
- Anna-Maja Henriksson (Svenska Folkpartiet, Finnland)

### 9. Wahlperiode
Fraktionsvorsitzender war von 2021 bis 2024 der Franzose Stéphane Séjourné (La République en marche). Sein erster Stellvertreter und Whip ist der Niederländer Malik Azmani (VVD). Weitere Stellvertreter sind: Abir Al-Sahlani (Schweden), Sylvie Brunet (Frankreich), Katalin Cseh (Ungarn), Nicola Danti (Italien), Luis Garicano (Spanien), Morten Løkkegaard (Dänemark), Iskra Michailowa (Bulgarien), Frédérique Ries (Belgien) und Dragoș Tudorache (Rumänien). Kooptierte Präsidiumsmitglieder der Fraktion sind außerdem die liberalen Vizepräsidenten des EU-Parlaments Dita Charanzová und Michal Šimečka sowie die Quästorin des Parlaments Fabienne Keller.

## Mitglieder

### Mitglieder in der 10. Wahlperiode 2024 bis 2029
| Staat       | Nationale Partei                               | Europäische Partei | Mandate | Mitglieder                                                                                            |
| ----------- | ---------------------------------------------- | ------------------ | ------- | --- |
| Belgien     | Mouvement Réformateur                          | ALDE               | 3/22    | Benoît Cassart, Olivier Chastel, Sophie Wilmès                                                        |
| Belgien     | Open Vlaamse Liberalen en Democraten           | ALDE               | 1/22    | Hilde Vautmans                                                                                        |
| Belgien     | Les Engagés                                    | EDP                | 1/22    | Yvan Verougstraete                                                                                    |
| Bulgarien   | Dviženie za Prava i Svobodi                    | ALDE               | 1/17    | Elena Jontschewa, Taner Kabilow (beide bis 22. Dezember 2024), İlhan Küçük                            |
| Bulgarien   | Prodalschawame promjanata                      | –                  | 2/17    | Nikola Mintschew, Hristo Petrow                                                                       |
| Dänemark    | Venstre                                        | ALDE               | 2/15    | Morten Løkkegaard, Asger Christensen                                                                  |
| Dänemark    | Radikale Venstre                               | ALDE               | 1/15    | Sigrid Friis                                                                                          |
| Dänemark    | Moderaterne                                    | –                  | 1/15    | Stine Bosse                                                                                           |
| Deutschland | Freie Demokratische Partei                     | ALDE               | 5/96    | Andreas Glück, Svenja Hahn, Moritz Körner, Jan-Christoph Oetjen, Marie-Agnes Strack-Zimmermann        |
| Deutschland | Freie Wähler                                   | EDP                | 3/96    | Engin Eroglu, Christine Singer, Joachim Streit                                                        |
| Estland     | Reformierakond                                 | ALDE               | 1/7     | Urmas Paet                                                                                            |
| Estland     | Keskerakond                                    | –                  | 1/7     | Yana Toom                                                                                             |
| Finnland    | Suomen Keskusta                                | ALDE               | 2/15    | Elsi Katainen, Katri Kulmuni                                                                          |
| Finnland    | Svenska folkpartiet                            | ALDE               | 1/15    | Anna-Maja Henriksson                                                                                  |
| Frankreich  | Renaissance                                    | –                  | 6/81    | Grégory Allione, Valérie Hayer, Bernard Guetta, Pascal Canfin, Fabienne Keller, Stéphanie Yon-Courtin |
| Frankreich  | Mouvement démocrate                            | EDP                | 3/81    | Laurence Farreng, Marie-Pierre Vedrenne, Christophe Grudler                                           |
| Frankreich  | Horizons                                       | –                  | 2/81    | Gilles Boyer, Nathalie Loiseau                                                                        |
| Frankreich  | Union des démocrates et indépendants           | ALDE               | 1/81    | Valérie Devaux                                                                                        |
| Frankreich  | Italia Viva                                    | EDP                | 1/81    | Sandro Gozi                                                                                           |
| Irland      | Fianna Fáil                                    | ALDE               | 4/14    | Barry Andrews, Barry Cowen, Billy Kelleher, Cynthia Ní Mhurchú                                        |
| Irland      | Independent Ireland                            | EDP                | 1/14    | Ciaran Mullooly                                                                                       |
| Irland      | Unabhängig                                     | –                  | 1/14    | Michael McNamara                                                                                      |
| Lettland    | Latvijas attīstībai                            | ALDE               | 1/9     | Ivars Ijabs                                                                                           |
| Litauen     | Lietuvos Respublikos liberalų sąjūdis          | ALDE               | 1/11    | Petras Auštrevičius                                                                                   |
| Litauen     | Laisvės partija                                | ALDE               | 1/11    | Dainius Žalimas                                                                                       |
| Luxemburg   | Demokratesch Partei                            | ALDE               | 1/6     | Charles Goerens                                                                                       |
| Niederlande | Volkspartij voor Vrijheid en Democratie        | ALDE               | 4/31    | Malik Azmani, Jeannette Baljeu, Bart Groothuis, Lennart Salemink                                      |
| Niederlande | Democraten 66                                  | ALDE               | 3/31    | Brigitte van den Berg, Raquel Garcia Hermida-van der Walle, Gerben-Jan Gerbrandij                     |
| Österreich  | NEOS – Das Neue Österreich und Liberales Forum | ALDE               | 2/20    | Helmut Brandstätter, Anna Stürgkh                                                                     |
| Polen       | Polska 2050                                    | –                  | 1/53    | Michał Kobosko                                                                                        |
| Portugal    | Iniciativa Liberal                             | ALDE               | 2/21    | João Cotrim de Figueiredo, Ana Vasconcelos Martins                                                    |
| Rumänien    | Uniunea Salvați România                        | ALDE               | 2/33    | Dan Barna, Vlad Voiculescu                                                                            |
| Rumänien    | Partidul Mișcarea Populară                     | –                  | 1/33    | Eugen Tomac                                                                                           |
| Schweden    | Centerpartiet                                  | ALDE               | 2/21    | Abir Al-Sahlani, Emma Wiesner                                                                         |
| Schweden    | Liberalerna                                    | ALDE               | 1/21    | Karin Karlsbro                                                                                        |
| Slowakei    | Progresívne Slovensko                          | ALDE               | 6/15    | Veronika Cifrová Ostrihoňová, Martin Hojsík, Ľubica Karvašová, Ľudovít Ódor, Michal Wiezik, Lucia Yar |
| Slowenien   | Gibanje Svoboda                                | –                  | 2/9     | Irena Joveva, Marjan Šarec                                                                            |
| Spanien     | Partido Nacionalista Vasco                     | EDP                | 1/61    | Oihane Agirregoitia                                                                                   |
| Gesamt      | Gesamt                                         | Gesamt             | 75/720  | |

Mitglieder der Allianz der Liberalen und Demokraten für Europa (50)
Mitglieder der Europäischen Demokratischen Partei (10)
Parteiunabhängige Mitglieder (17)